# Catfish Hodge
Pour les articles homonymes, voir Catfish (homonymie) et Hodge.
Bobby Allen Hodge, alias Catfish Hodge, né en 1944 à Détroit (Michigan), est un bluesman américain. 
Il est le frère aîné de Dallas Hodge, également guitariste et chanteur, qui a notamment joué avec Canned Heat et Steve Marriott.

## Biographie

### Jeunesse
Hodge est né et a grandi à Détroit, dans le Michigan. Ses parents, originaires des zones rurales du Kentucky, l'initient au blues, à la musique country et au gospel.

### Carrière
Catfish Hodge fonde le Catfish Band, au sein duquel il chante et joue de la guitare. Le groupe se produit sur la scène rock de Détroit dans les années 1960. Il joue les premières parties de Bob Seger, Black Sabbath, Ted Nugent, et se produit au Fillmore East. Pendant les années 1970, il joue dans le groupe Bluesbusters,, qui sort deux albums.
Au cours de cette période, il voyage régulièrement dans la Nouvelle-Orléans. Il en découle un mélange des sonorités de Détroit et de la Nouvelle-Orléans. Cette combinaison apparaît sur l'album Eye Witness Blues, sur lequel Catfist jouent aux côtés de Bonnie Raitt et Dr. John,.
En 1980, Hodge signe un contrat avec Adelphi Records. La même année, il fonde le groupe Chicken Legs, avec lequel il réalise une tournée dans 17 villes.
En 1983, lui et son frère Dallas Hodge fondent The Hodge Brothers Band et intreprètent l'album Chicken Legs.
In 1996, Hodge enregistre un album pour enfants, Adventures at Catfish Pond.

## Discographie
- 1970 : Get Down
- 1970	: Live Catfish
- 1971	: Empathy
- 1973	: Boogie Man Gonna Get Ya
- 1974	: Dinosaurs and Alleycats[12]
- 1975	: Soap Opera's
- 1976	: An Evening with Catfish Hodge
- 1979	: Eye Witness Blues / Bout With the Blues
- 1979	: Live At The Bayou
- 1981	: Catfish Hodge & Chicken Legs (Freebo)[13]
- 1986	: Accept No Substitute (Blues Busters)
- 1988	: This Time (Blues Busters)
- 1994	: Catfish Blues
- 1995	: Like A Big Dog Barking
- 1996	: Adventures at Catfish Pond[2]
- 1997	: Bare Necessities
- 2001	: Let's Eat
- 2002	: Twenty Years
- 2006	: Communication
- 2014	: Different Strokes[14]